# Championnats d'Europe de plongeon 2017
Les Championnats d'Europe de plongeon 2017 se déroulent du 12 au 18 juin 2017 à Kiev en Ukraine.

## Podiums

### Femmes
| Épreuves               | Or                                                 | Argent                                              | Bronze                                           |
| Épreuves individuelles | Épreuves individuelles                             | Épreuves individuelles                              | Épreuves individuelles                           |
| ---------------------- | -------------------------------------------------- | --------------------------------------------------- | ------------------------------------------------ |
| Tremplin de 1 m        | Elena Bertocchi Italie 282,80 pts                  | Nadezda Bazhina Russie 277,35 pts                   | Louisa Stawczynski Allemagne 271,80 pts          |
| Tremplin de 3 m        | Hanna Pysmenska Ukraine 350,20 pts                 | Michelle Heimberg Suisse 334,15 pts                 | Anastasiya Nedobiha Ukraine 330,90 pts           |
| Haut vol à 10 m        | Lois Toulson Royaume-Uni 330,75 pts                | Anna Chuinyshena Russie 326,90 pts                  | Yulia Timoshinina Russie 313,30 pts              |
| Épreuves synchronisées |                                                    |                                                     |                                                  |
| Tremplin de 3 m        | Russie Nadezda Bazhina Kristina Ilinykh 304,80 pts | Allemagne Tina Punzel Friederike Freyer 284,10 pts  | Pays-Bas Inge Jansen Daphne Wils 283,80 pts      |
| Haut vol à 10 m        | Royaume-Uni Ruby Bower Phoebe Banks 299,19 pts     | Russie Yulia Timoshinina Valeriya Belova 297,00 pts | Ukraine Valeriya Liulko Sofiya Lyskun 288,96 pts |

### Hommes
| Épreuves               | Or                                                      | Argent                                                 | Bronze                                               |
| Épreuves individuelles | Épreuves individuelles                                  | Épreuves individuelles                                 | Épreuves individuelles                               |
| ---------------------- | ------------------------------------------------------- | ------------------------------------------------------ | ---------------------------------------------------- |
| Tremplin de 1 m        | Illya Kvasha Ukraine 431,75 pts                         | Patrick Hausding Allemagne 419,80 pts                  | Matthieu Rosset France 412,95 pts                    |
| Tremplin de 3 m        | Ilia Zakharov Russie 525,10 pts                         | Illya Kvasha Ukraine 484,30 pts                        | Oleh Kolodiy Ukraine 470,30 pts                      |
| Haut vol à 10 m        | Benjamin Auffret France 511,75 pts                      | Viktor Minibaev Russie 493,25 pts                      | Matthew Lee Royaume-Uni 485,55 pts                   |
| Épreuves synchronisées |                                                         |                                                        |                                                      |
| Tremplin de 3 m        | Russie Ievgueni Kouznetsov Ilia Zakharov 427,71 pts     | Ukraine Illya Kvasha Oleh Kolodiy 426,96 pts           | Royaume-Uni Freddie Woodward James Heatly 395,61 pts |
| Haut vol à 10 m        | Ukraine Maksym Dolhov Oleksandr Horshkovozov 431,28 pts | Russie Nikita Shleikher Aleksandr Belevtsev 406,56 pts | Royaume-Uni Noah Williams Matthew Dixon 388,05 pts   |

### Mixte
| Épreuves               | Or                                                | Argent                                                    | Bronze                                             |
| ---------------------- | ------------------------------------------------- | --------------------------------------------------------- | -------------------------------------------------- |
| Par équipes            | France Laura Marino Matthieu Rosset 372,40 pts    | Ukraine Viktoriya Kesar Oleksandr Horshkovozov 366,55 pts | Russie Nadezhda Bazhina Viktor Minibaev 366,10 pts |
| Épreuves synchronisées |                                                   |                                                           |                                                    |
| Tremplin de 3 m        | Italie Elena Bertocchi Maicol Verzotto 287,88 pts | Ukraine Viktoriya Kesar Stanislav Oliferchyk 282,96 pts   | Allemagne Tina Punzel Lou Massenberg 281,40 pts    |
| Haut vol à 10 m        | Royaume-Uni Lois Toulson Matty Lee 308,16 pts     | Russie Yulia Timoshinina Viktor Minibaev 300,30 pts       | Italie Noemi Batki Maicol Verzotto 299,58 pts      |

## Tableau des médailles
| Rang  | Nation      | Or | Argent | Bronze | Total |
| ----- | ----------- | -- | ------ | ------ | ----- |
| 1     | Russie      | 3  | 6      | 2      | 11    |
| 2     | Ukraine     | 3  | 4      | 3      | 10    |
| 3     | Royaume-Uni | 3  | 0      | 3      | 6     |
| 4     | France      | 2  | 0      | 1      | 3     |
| 4     | Italie      | 2  | 0      | 1      | 3     |
| 6     | Allemagne   | 0  | 2      | 2      | 4     |
| 7     | Suisse      | 0  | 1      | 0      | 1     |
| 8     | Pays-Bas    | 0  | 0      | 1      | 1     |
| Total | Total       | 13 | 13     | 13     | 39    |